# Aituhularan (Dorf)
Aituhularan ist ein osttimoresisches Dorf im Suco Aissirimou (Verwaltungsamt Aileu, Gemeinde Aileu).

## Geographie
Aituhularan liegt im Süden der gleichnamigen Aldeia und ist ihre größte Siedlung. Südlich schließt sich die Gemeindehauptstadt Aileu mit ihrem Stadtteil Aissirimou und dem Ortszentrum an.

## Einrichtungen
Südlich des Dorfes Aituhularan befindet sich das Beinhaus der Veteranen (portugiesisch Ossuário Veteranos) von Aileu und ein Stück weiter die Escola Comercio e Contabilidade (deutsch Schule für Handel und Buchhaltung).